# 포스코이앤씨 럭비단
포스코이앤씨 럭비단은 지난 1991년 제철화학 럭비단으로 창단, 포항강판(포스코강판)을 거쳐 2009년부터 포스코이앤씨 소속이다.
포스코건설 인수 첫해 대통령기 우승, 제90회 전국체육대회 우승, 2010년 춘계럭비리그 우승, 전국종합럭비선수권대회 우승, 제91회 전국체육대회 우승 등 국내 최강 팀으로 자리매김했다.
2010년 아시안 게임에 대표선수로 2명이 출전해 동메달을, 2002년 아시안 게임에 5명이 대표선수로 출전해 7인제, 15인제 2관왕을 이끌었다.